# Công nghiệp đồ chơi tình dục tại Trung Quốc

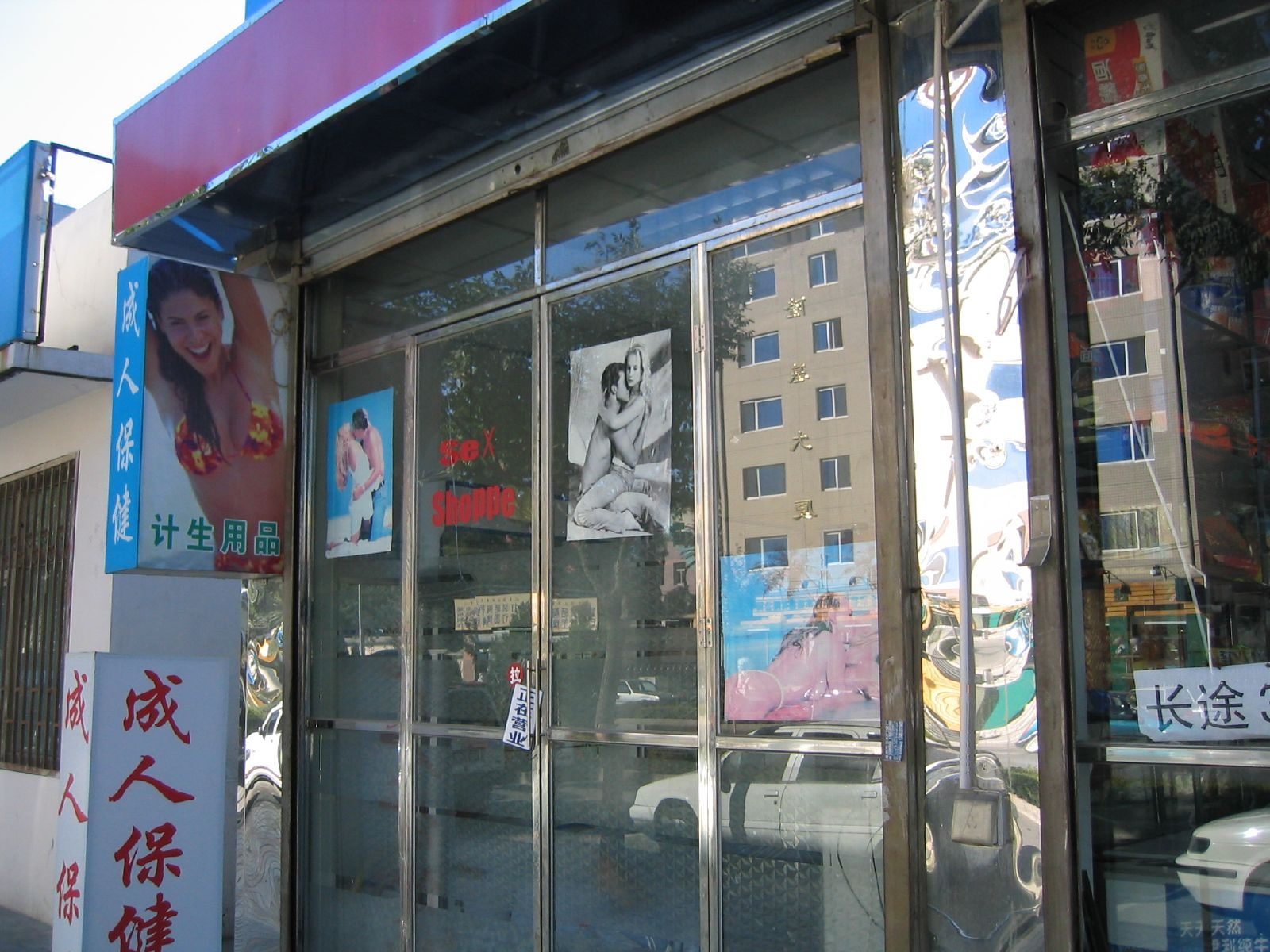
Một cửa hàng tình dục ở Trung Quốc.

Ngành công nghiệp đồ chơi tình dục tại Trung Quốc có giá trị lớn nhất thế giới, ước tính khoảng 2 tỷ USD cùng với khoảng 70% đồ chơi tình dục trên thế giới được sản xuất tại đây vào năm 2010.
Theo báo cáo của Trung tâm Nghiên cứu Thị trường Trung Quốc, doanh thu từ ngành này từ tháng 1 đến tháng 5 năm 2010 đạt 940 triệu USD. Báo cáo lưu ý các mặt hàng bán chạy nhất là các sản phẩm làm tăng hưng phấn tình dục, chẳng hạn như bao cao su kích thích, chiếm 21,5% thị trường.
Mã Tiểu Niệm (马晓年), Phó giám đốc Hiệp hội Tình dục học Trung Quốc, nói rằng Trung Quốc đã phát triển đáng kể về mặt văn hóa tình dục kể từ khi mở cửa hàng tình dục đầu tiên ở Bắc Kinh vào năm 1993. Từ thời điểm mà các sản phẩm dành cho người lớn, bao gồm cả bao cao su, không được phép nhập khẩu vào Trung Quốc, ngành công nghiệp sản xuất đồ chơi tình dục ở Trung Quốc đã nhanh chóng phát triển trở thành "nhà máy" lớn nhất thế giới. Trung Quốc dẫn đầu thế giới về sản xuất thâm dụng lao động nói chung.
Theo báo cáo của Nhân Dân nhật báo, vào năm 2010, thị trường xuất khẩu lớn nhất là Cộng hòa Nam Phi (gần 20%), với Hàn Quốc và Nga là nhà nhập khẩu lớn thứ hai và thứ ba, và Hoa Kỳ chiếm 2% thị phần. Các báo cáo khác đã mô tả khối lượng xuất khẩu lớn hơn nhiều sang Hoa Kỳ và châu Âu. Hầu hết đồ chơi tình dục xuất khẩu được sản xuất tại các nhà máy ở Quảng Đông và Chiết Giang.

## Hội chợ thương mại
Hội chợ thương mại công nghiệp người lớn được tổ chức hàng năm tại Quảng Châu, Vũ Hán, Ma Cao, Phúc Kiến, Bắc Kinh và Thượng Hải. Tại Thượng Hải, Triển lãm Đồ chơi Người lớn và Sức khỏe Sinh sản Quốc tế Trung Quốc (China International Adult Toys and Reproductive Health Exhibition), thường được gọi là Triển lãm Chăm sóc Người lớn Trung Quốc, được tổ chức hàng năm tại Trung tâm Triển lãm Quốc tế Thượng Hải. Tại Triển lãm năm 2004, đã có hơn 4.000 người tham gia và hơn 80.000 khách tham quan. Triển lãm năm 2005 là triển lãm lớn nhất của loại hình này ở châu Á và là một trong ba triển lãm hàng đầu về đồ chơi tình dục trên thế giới, cùng với VENUS ở Berlin, Đức và AVN Adult Entertainment Expo ở Las Vegas, Hoa Kỳ.
Khoảng 180 nhà triển lãm từ tám quốc gia và khu vực, chẳng hạn như Trung Quốc, Hoa Kỳ, Hàn Quốc, Thụy Điển và Hồng Kông, đã tham gia Triển lãm Đồ chơi Người lớn và Sức khỏe Sinh sản Quốc tế Trung Quốc lần thứ 5, được tổ chức vào năm 2008. Có hơn 30.000 khách tham quan trong Triển lãm năm 2008. Triển lãm Chăm sóc Người lớn Trung Quốc do Tập đoàn Trung tâm Triển lãm Quốc tế Trung Quốc tổ chức. Ma Cao đã tổ chức Triển lãm Người lớn Châu Á từ năm 2008.